# Sadako Ogata
Sadako Ogata, född 16 september 1927 i Tokyo, död 22 oktober 2019 i Tokyo, var en japansk statsvetare och diplomat. Sadako Ogata var FN:s flyktingkommissarie och chef för FN:s flyktingsekretariat (UNHCR) 1990–2000. 
Hon har även tjänstgjort på Japans FN-delegation från 1976 och var landets representant i FN:s kommitté för mänskliga rättigheter 1982–1985. Hon var från 2003 chef för Japans officiella biståndsorganisation.